# Canal de l’Ourcq

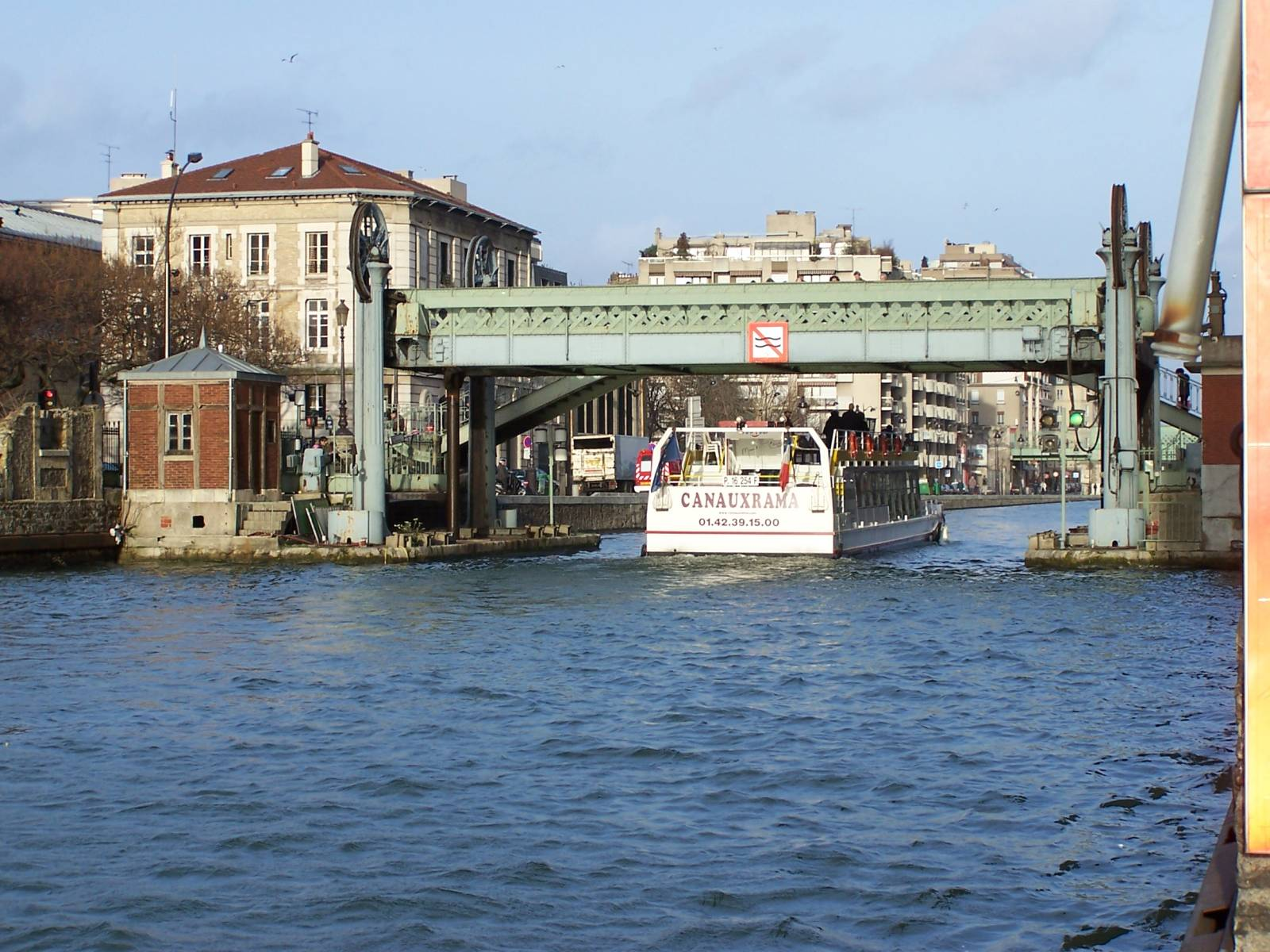
An der Hubbrücke Pont de Crimée erreicht der Canal de l’Ourcq das Bassin de la Villette in Paris

Der Canal de l’Ourcq ist ein französischer Schifffahrtskanal, der in den Départements Aisne, Oise, Seine-et-Marne, Seine-Saint-Denis und Paris verläuft.

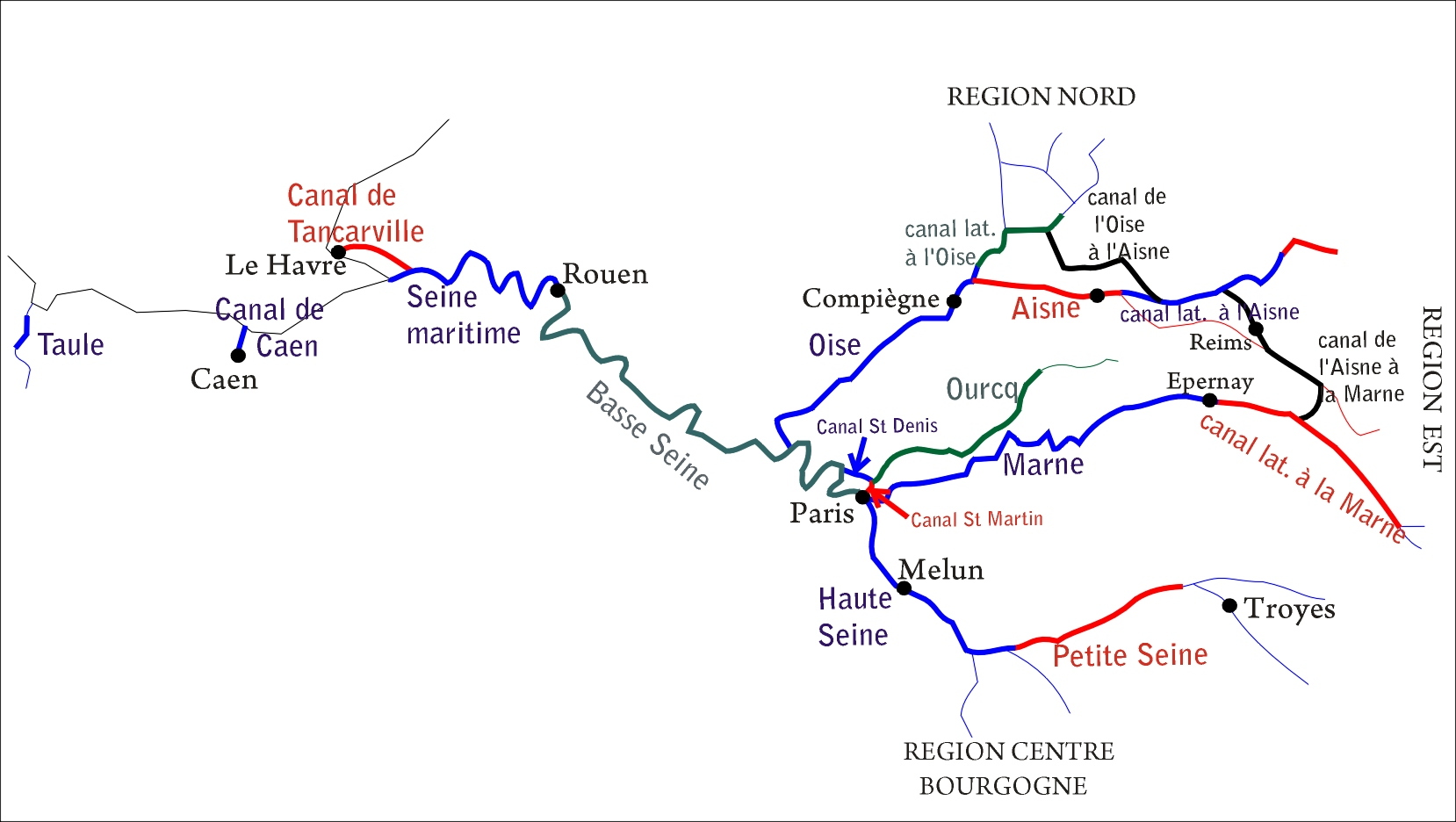
Schifffahrtsstraßen der Seine

## Verlauf

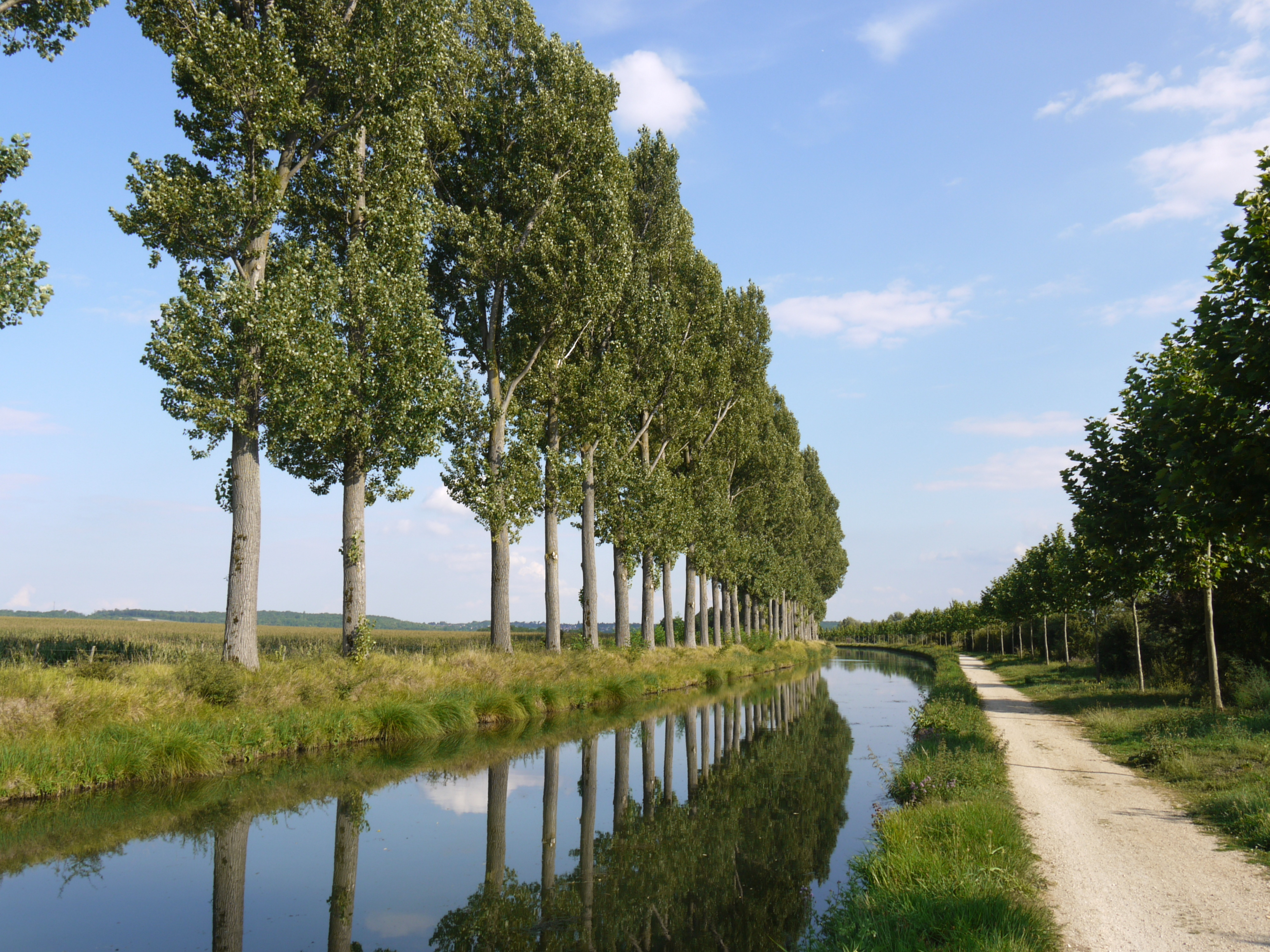
Canal de l’Ourcq bei Vignely

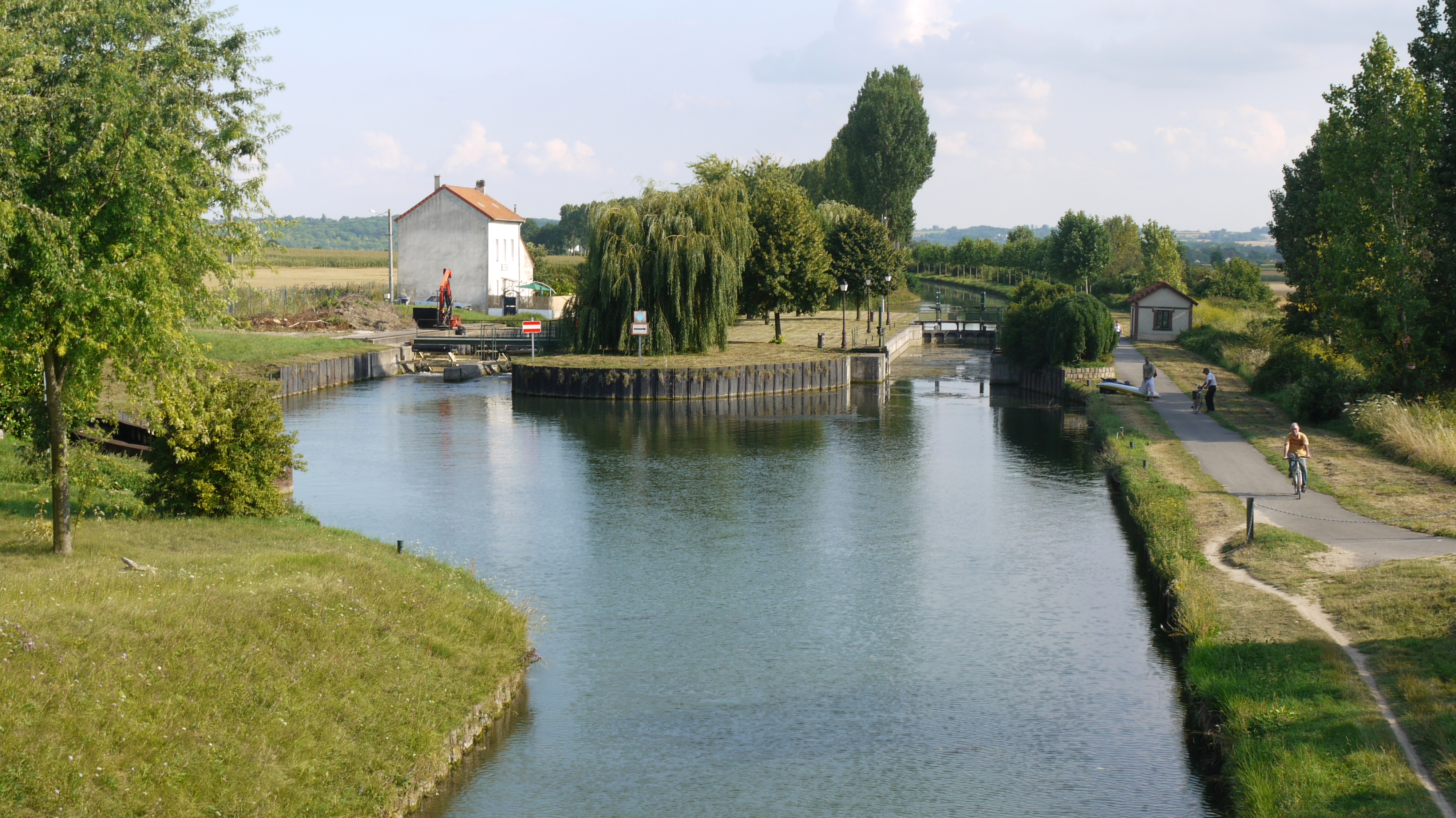
Schleuse von Vignely

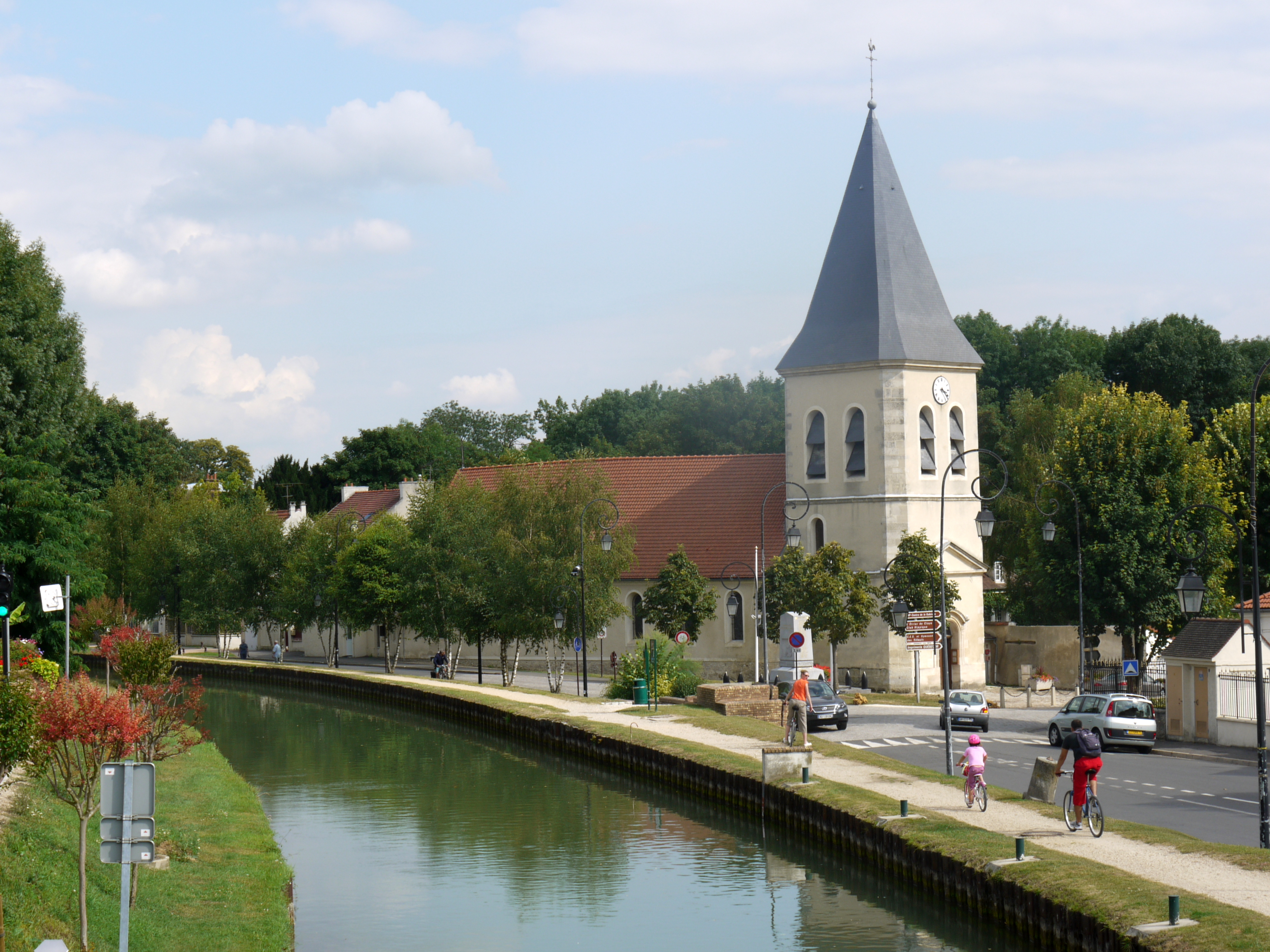
Canal de l’Ourcq bei Claye-Souilly

Er beginnt beim kleinen Dorf Port-aux-Perches, im Gemeindegebiet von Silly-la-Poterie, ab wo der Fluss Ourcq kanalisiert wurde, um den Schiffsverkehr aufzunehmen. 11 Kilometer weiter, bei Mareuil-sur-Ourcq, zweigt dann der Kanal als selbstständiges Bauwerk ab und folgt dem Fluss als Seitenkanal, an seinem rechten Ufer, bis nach Lizy-sur-Ourcq, wo der Fluss zu seiner Mündung in die Marne einschwenkt. Ab hier begleitet der Kanal die Marne am rechten Ufer und wechselt bei Fresnes-sur-Marne für eine kurze Strecke in das Tal der Beuvronne. Bald darauf erreicht der Kanal bereits die nordöstlichen Vororte von Paris; im Pariser Quartier du Pont de Flandre des 19. Arrondissements zweigt rechts der Canal Saint-Denis ab, der vom Wasser des Canal de l’Ourcq gespeist wird. Nach weiteren 650 Metern mündet der Canal de l’Ourcq in das Bassin de la Villette, wo er nach Passieren der Hubbrücke Pont levant de la rue de Crimée endet. An dessen anderem Ende beginnt der Canal Saint-Martin.

### Koordinaten
- Ausgangspunkt des Kanals: 49° 11′ 36″ N, 3° 9′ 54″ OKoordinaten: 49° 11′ 36″ N, 3° 9′ 54″ O
- Endpunkt des Kanals: 48° 53′ 17″ N, 2° 22′ 43″ O

## Technische Infrastruktur
Der Kanal hat eine Länge von 108 Kilometern und verfügt über 10 Schleusen, die einen Höhenunterschied von rund 14 Metern überwinden. Die Schleusen am kanalisierten Ourcq haben eine Abmessung von 62 × 5,20 Meter.
Der größte Teil des Kanals, nämlich von Mareuil-sur-Ourcq bis Les Pavillons-sous-Bois (etwa 86 Kilometer) wird als „enger Kanal“ bezeichnet, da seine Schleusenabmessungen ursprünglich lediglich 58,88 × 3,20 Meter betrugen. Die meisten dieser Schleusen wurden bereits auf Abmessungen von 58,88 × 5,20 Meter umgebaut, lediglich die Schleuse von Varreddes ist noch unverändert. Dieser Kanalabschnitt kann daher weiterhin nur mit speziellen Bootstypen (Flûte de l’Ourcq) bzw. kleinen Sportbooten befahren werden. Die restlichen 11 Kilometer in Richtung Stadtzentrum von Paris benötigen keine Schleusen, sind aber für die Großschifffahrt ausgebaut und können mit Frachtschiffen bis zu 1000 Tonnen Ladekapazität befahren werden. Solche Schiffe können unter Benutzung des Canal Saint-Denis von der Seine aus den Kanal erreichen.
Die Wasserversorgung des Kanals war schon ursprünglich problematisch und wurde durch verschiedene Zu- und Umbauten mehrfach geändert. Sie erfolgt durch
- den Fluss Ourcq selbst,
- den Fluss Clignon, über den 1839–1841 erbauten Canal du Clignon,
- den Fluss Marne, über die in den 1860er Jahren errichteten, teils mit Dampf, teils hydraulisch betriebenen Wasserhebewerke in Trilbardou und Villiers-les-Rigault. Sie sind heute historische Monumente und wurden operativ durch elektrische Pumpstationen ersetzt.
- den Fluss Beuvronne.

## Geschichte

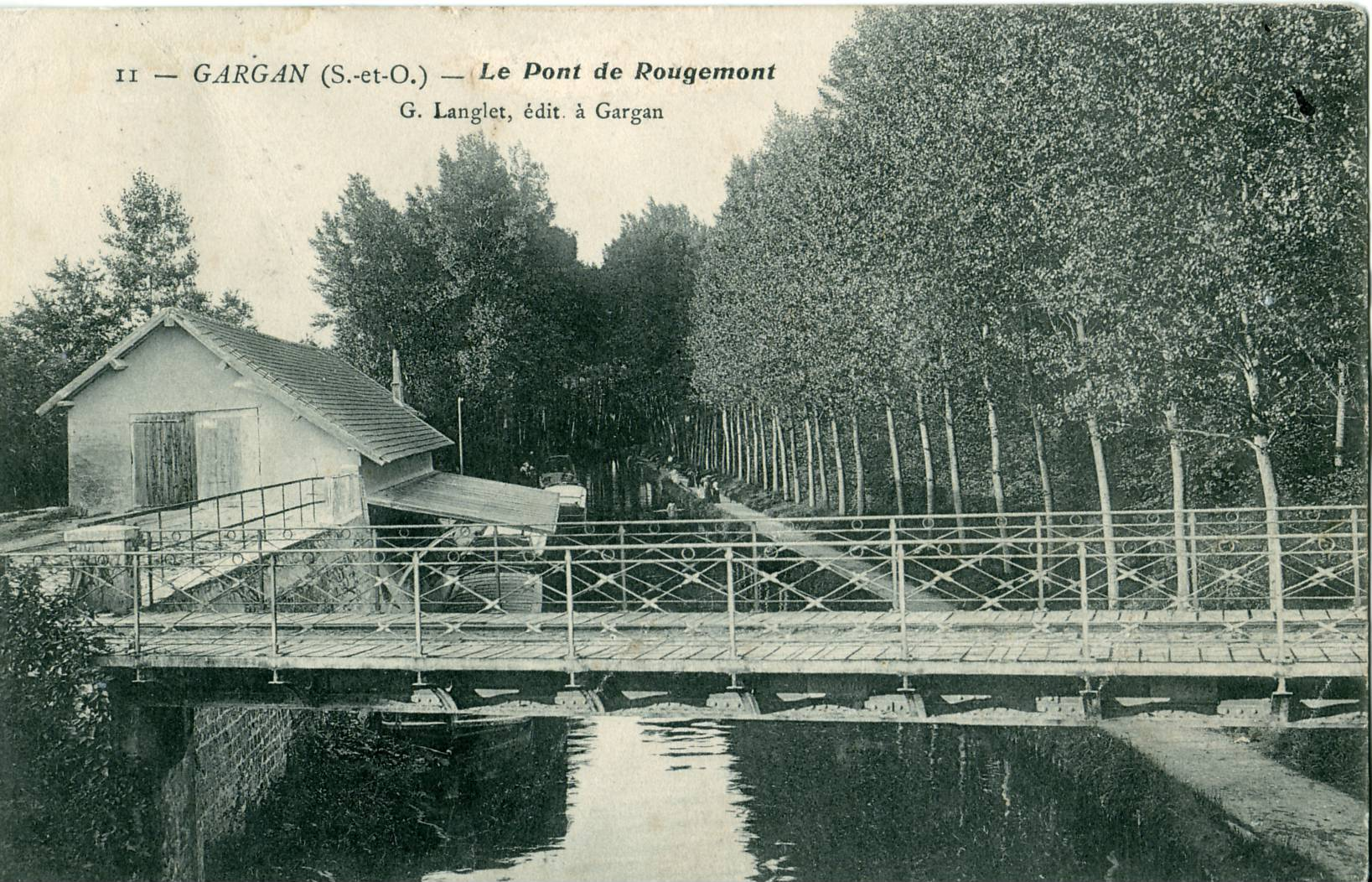
Eisenbahnbrücke Pont de Rougemont über den Kanal bei Gargan, um 1904

Die Planungen, das Wasser des Flusses Ourcq zur Versorgung von Paris zu verwenden, gehen auf das Jahr 1667/1668 zurück. Die Arbeiten wurden begonnen, aber bald wieder eingestellt. Der Fluss Ourcq wurde Anfang des 19. Jahrhunderts auf Initiative von Napoléon I. hinter dem Ort Silly-la-Poterie, unweit des Waldes Forêt de Retz, teilweise umgeleitet und zu einem schiffbaren Wasserweg ausgebaut. Den Bau führten die Ingenieure Pierre-Simon Girard und Marie-Emile Vuigner aus. Die Arbeiten begannen 1805 und waren 1822 abgeschlossen.
Anlass für den Bau war der Trinkwasserbedarf der Stadt Paris, jedoch diente der Kanal auch der Güterbeförderung. Der Transport von Waren, insbesondere von Bau- und Brennholz aus dem Wald von Retz, sowie Kohle aus den Bergwerken im Norden Frankreichs verwandelten das Bassin de La Villette bald in einen großen Umschlag- und Lagerplatz, der einige seiner Speicher bis zum heutigen Tag bewahrt hat. Mit dem Bau des Canal Saint-Denis wurde der Canal de l’Ourcq im Bereich zwischen dessen Abzweig und der Mündung in das Bassin de la Villette verbreitert, um die Passage von 7,80 m breiten Schiffen zu ermöglichen.
1855 dauerte der Transport auf den Treidelschiffen von Perches nach Villette 3 Tage flussab und 5 Tage flussauf. 1880 wurde der Kanal über ein Schiffshebewerk, nämlich den Schrägaufzug Beauval, mit der Marne verbunden. Dieser ist aber nicht mehr erhalten.

## Wirtschaftliche Bedeutung

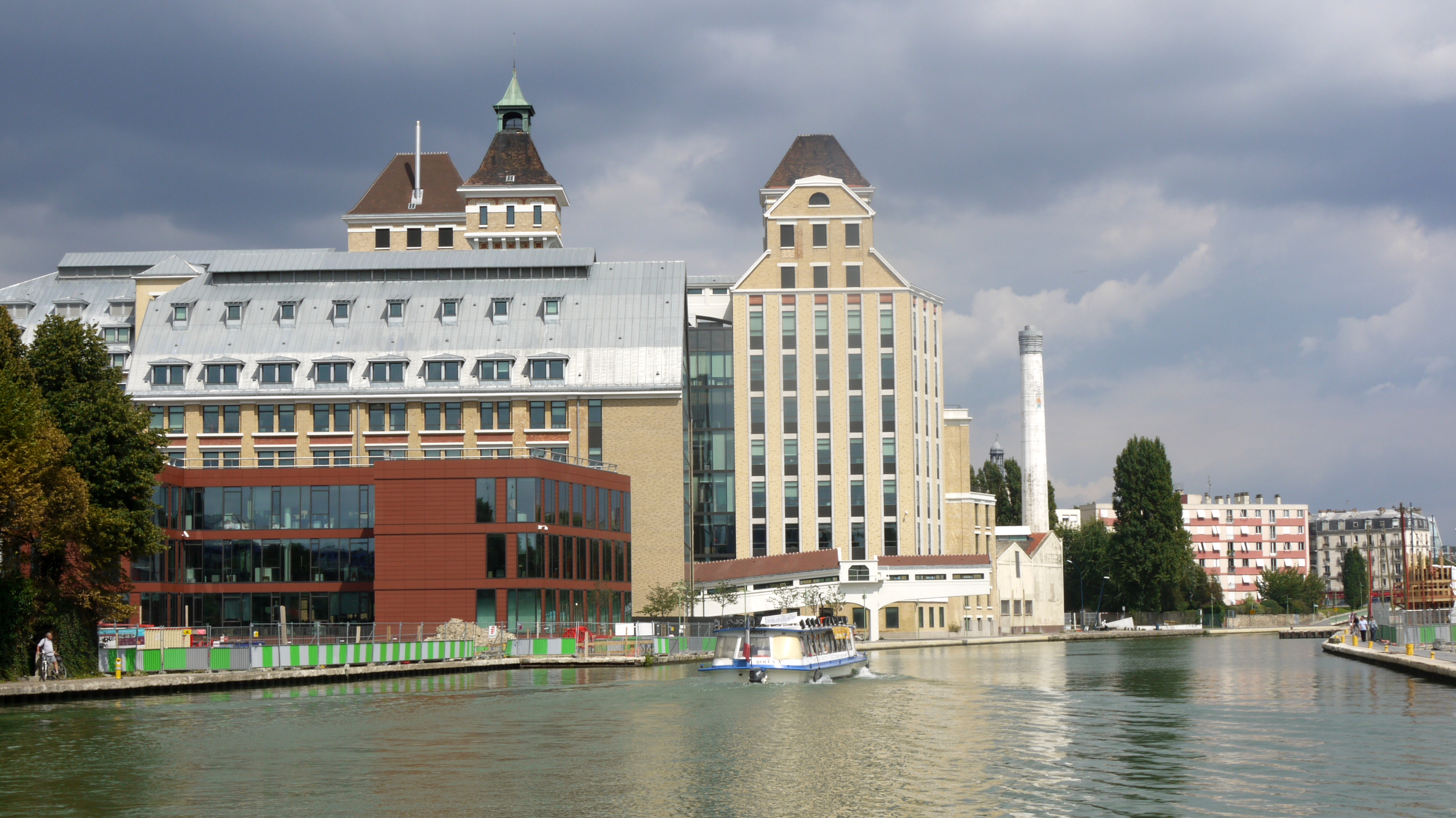
Grands Moulins de Pantin bei Pantin

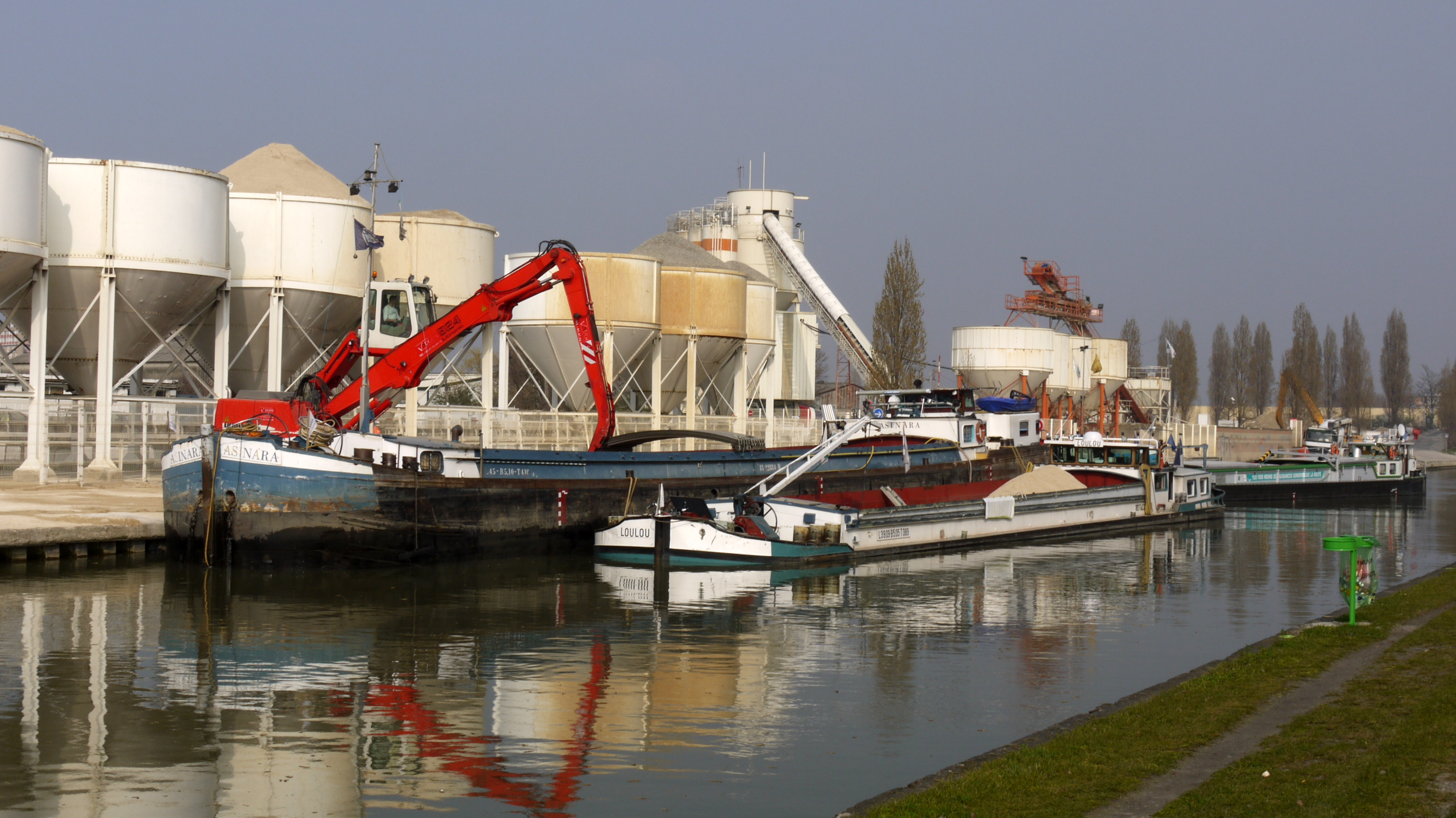
Hafen von Bondy

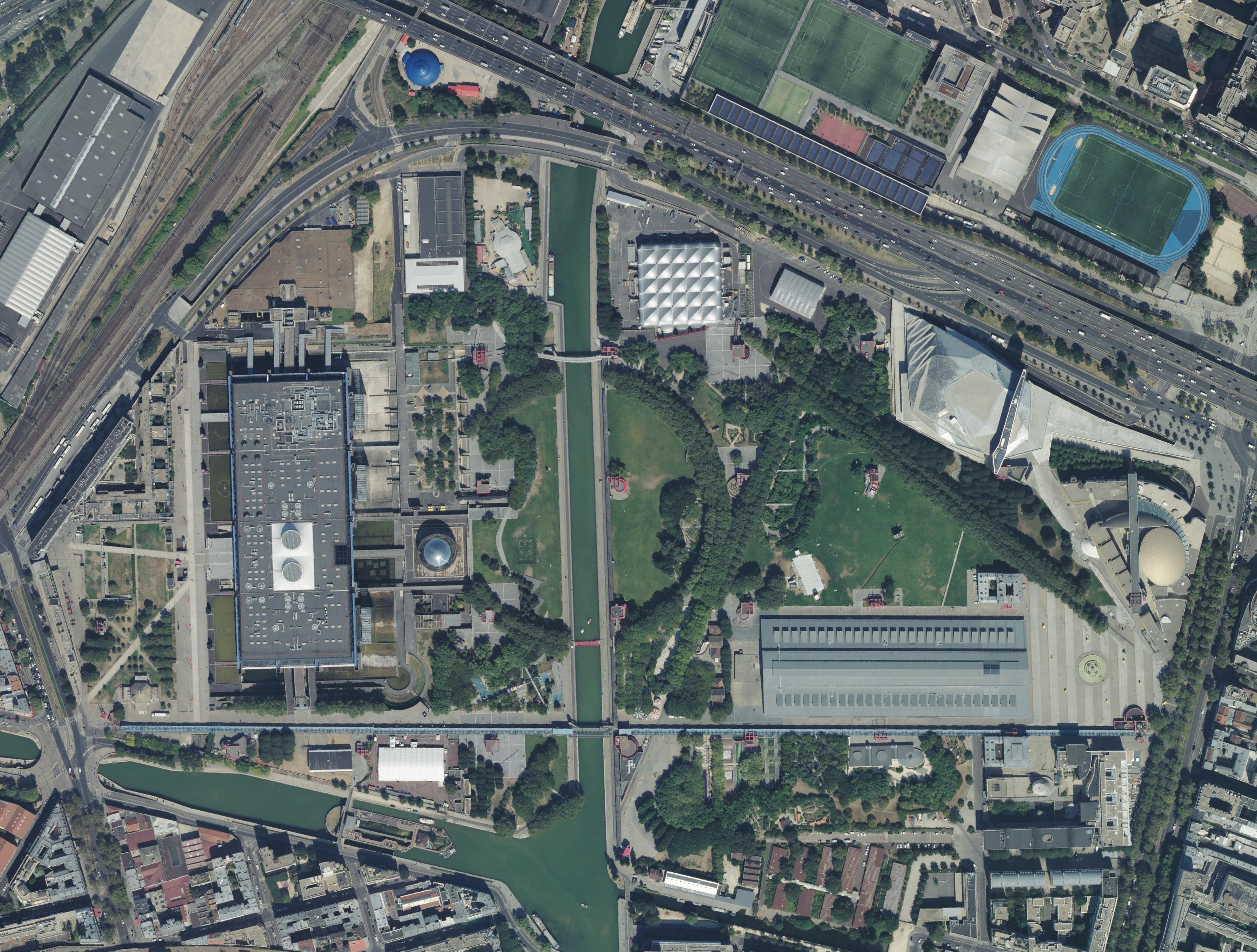
Parc de la Villette in Paris mit dem Canal de l’Ourcq und dem Abzweig des Canal Saint-Denis (nach links)

Der Kanal hat heute keinerlei wirtschaftliche Bedeutung mehr. Lediglich seine Ufer und Treidelwege dienen den Parisern als Naherholungsgebiet. Es gibt jedoch Bestrebungen, den Kanal für den Wassertourismus mit Sport- und Hausbooten sowie Ausflugsschiffen attraktiver zu machen. Aus diesem Grund werden auch sukzessive die bestehenden Schleusendimensionen erweitert. Es gibt auch Planungen, wieder eine schiffbare Verbindung mit der Marne bei Lizy-sur-Ourcq zu errichten.

## Orte am Kanal
- Silly-la-Poterie
- La Ferté-Milon
- Mareuil-sur-Ourcq
- Neufchelles
- Crouy-sur-Ourcq
- Lizy-sur-Ourcq
- Congis-sur-Thérouanne
- Varreddes
- Meaux
- Fresnes-sur-Marne
- Claye-Souilly
- Paris

## Film
- Stanislas Kraland: Paris im Wandel der Zeit. Megastrukturen Filmreihe von Stanislas Kraland, 2019: Paris zur Zeit von Napoleon I.; deutsche Fassg. 2024, 45 Min. (zeigt auch den Bau des 108 km langen Ourcq-Kanals zur Wasserversorgung für Paris)